# Tétrakis(diméthylamino)titane
Le tétrakis(diméthylamino)titane, ou TDMAT, est un composé chimique de formule Ti[N(CH3)2]4, souvent écrite Ti(NMe2)4, où Me représente les groupes méthyle –CH3. Le préfixe tétrakis indique la présence de quatre ligands identiques, en l'occurrence de diméthylamine –N(CH3)2. Il se présente sous la forme d'un liquide jaune assez volatil et très toxique. Bien qu'il soit dépourvu de liaison carbone–métal, on considère généralement par abus de langage qu'il s'agit d'un composé organométallique car ses propriétés sont fortement conditionnées par la présence de ligands organiques. La molécule présente une géométrie tétraédrique et est diamagnétique.
Le TDMAT est utilisé en dépôt chimique en phase vapeur (CVD) pour obtenir des couches minces de nitrure de titane TiN, ou encore en dépôt de couches atomiques (ALD) comme précurseur du dioxyde de titane TiO2. On l'obtient à partir de tétrachlorure de titane TiCl4 et de diméthylamidure de lithium LiN(CH3)2 :
TiCl4 + 4 LiNMe2 → Ti(NMe2)4 + 4 LiCl.
Comme de nombreux autres amidures, le TDMAT est très sensible à l'eau et sa manipulation doit se faire sous atmosphère protectrice. Les produits ultimes de l'hydrolyse du TDMAT sont le dioxyde de titane TiO2 et la diméthylamine HN(CH3)2 :
Ti(NMe2)4 + 2 H2O → TiO2 + 4 HNMe2.
De la même manière, le TDMAT peut réagir avec d'autres amines et libérer de la diméthylamine.